# Klaus Graf von Baudissin
Klaus Wulf Sigesmund Graf von Baudissin (* 4. November 1891 in Metz; † 20. April 1961 in Itzehoe) war ein deutscher Kunsthistoriker und SS-Führer. Baudissin war von 1933 bis 1938 Direktor des Folkwang-Museums in Essen und 1937 Mitgestalter der NS-Ausstellung „Entartete Kunst“.

## Leben
Er gehörte zu dem ursprünglich aus der Oberlausitz stammenden, im Dreißigjährigen Krieg nach Schleswig-Holstein gekommenen Adelsgeschlecht Baudissin.
Nach dem Ende seiner Schullaufbahn studierte Baudissin ab 1912 Kunstgeschichte an der Universität München. Er unterbrach 1914 sein Studium und nahm als Kriegsfreiwilliger der Deutschen Armee am Ersten Weltkrieg teil, worauf er nach Kriegsende als Oberstleutnant a. D. entlassen wurde. Ab 1919 führte er sein Studium am Kunsthistorischen Institut der Universität Heidelberg fort und wurde 1922 bei Carl Neumann mit einer Arbeit über den romantischen Maler Georg August Wallis zum Dr. phil. promoviert. Danach war er ab 1924 am Kunsthistorischen Institut der Universität Kiel und auch der dortigen Kunsthalle beschäftigt. Im März 1925 wechselte er zur Staatsgalerie Stuttgart, wo er zuerst als Assistent und danach als Konservator, Oberkonservator und ab 1930 als kommissarischer Museumsdirektor tätig war. Während dieser Zeit erwarb er für die Staatsgalerie Stuttgart unter anderem Werke von Conrad Felixmüller, Erich Heckel, Emil Nolde, Adolf Hölzel, Franz Marc und Oskar Schlemmer. Baudissin zeigte sich zu diesem Zeitpunkt gegenüber Moderner Kunst aufgeschlossen und behauptete später, sich auch noch 1933 für von den Nationalsozialisten verfemte Maler eingesetzt zu haben.
Baudissin wurde 1929 Mitglied der DVP. In Stuttgart trat er zum 1. April 1932 der NSDAP bei (Mitgliedsnummer 1.055.622) und gehörte ab 1935 auch der SS an (SS-Nummer 271.961). In der SS stieg er 1936 bis zum SS-Obersturmführer auf.
Baudissins zunächst liberale Haltung gegenüber Moderner Kunst änderte sich nach der „Machtergreifung“ durch die Nationalsozialisten nachhaltig. Er organisierte eine der ersten sogenannten „Schandausstellungen“: Novembergeist – Kunst im Dienste der Zersetzung, die vom 10. bis zum 24. Juni 1933 im ehemaligen Kronprinzenpalais gezeigt wurde. In dieser Ausstellung waren unter anderem Reproduktionen der Werke von Künstlern der Novembergruppe zu sehen, die zusammen mit Zeitschriften wie Der Sturm und Die Aktion ausgestellt wurden. Die Künstler der ausgestellten Werke wurden allein schon durch den Titel der Ausstellung diffamiert. Insbesondere Werke von George Grosz und Otto Dix wurden als abschreckende Beispiele gezeigt. Im Gegensatz zu dieser Ausstellung organisierte Baudissin eine kriegsverherrlichende Ausstellung mit dem Titel Von Krieg zu Krieg, die im September 1933 ebenfalls im ehemaligen Kronprinzenpalais gezeigt wurde.

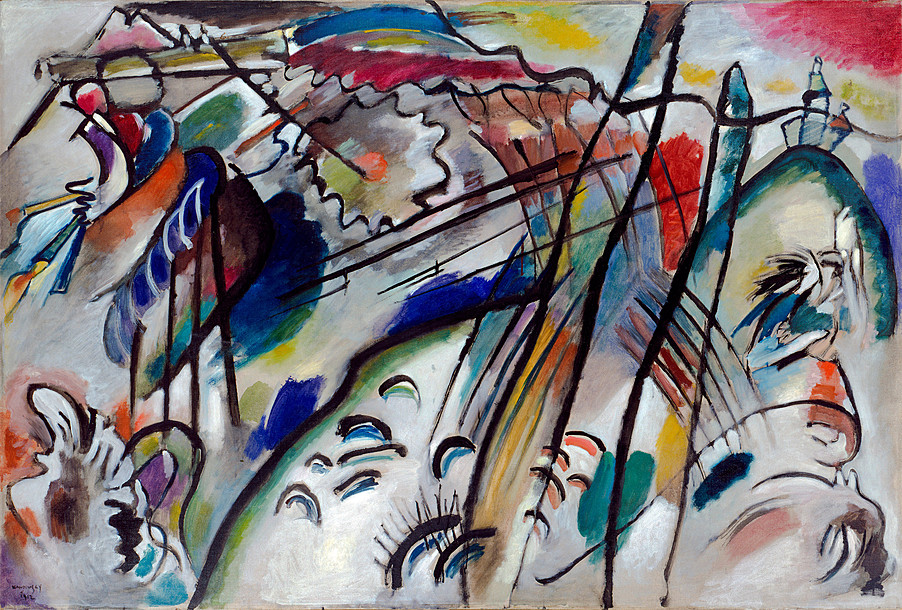
Wassily Kandinsky: Improvisation 28 (1912)

Am 24. Januar 1934 trat Baudissin als Nachfolger von Ernst Gosebruch sein neues Amt als Direktor des Folkwang-Museums in Essen an. Der Amtsantritt des überzeugten Nationalsozialisten Baudissin geschah ohne Einverständnis des Folkwang-Museumsvereins. Baudissin ließ schon bald darauf Werke moderner und abstrakter Kunst in den Ausstellungsräumen abhängen und ins Magazin verbringen. Zudem war er an der Beschlagnahmung von etwa 1.400 Werken der Moderne im Zuge der Kampagne „Entartete Kunst“ maßgeblich beteiligt. Mit dieser im Juli und August 1937 durchgeführten Aktion verlor das Folkwang-Museum beinahe seinen kompletten Bestand an Moderner Kunst. Unter Baudissin wurde zuerst im Sommer 1936 ein als „entartete Kunst“ verfemtes Bild, Wassily Kandinskys Improvisation 28 von 1912, an den Berliner Kunsthändler Ferdinand Möller verkauft.

„Das Museum Folkwang verfügt über einen reichlichen Bestand an Werken, die 1933 endgültig ins Magazin verwiesen worden sind, in dessen Halbdunkel sie ihr gespenstisches Dasein weiterführen und in ihren schrillen Dissonanzen die zerrüttete Welt anklagen.“

Baudissin gehörte der Kommission um Adolf Ziegler an, welche die Wanderausstellung „Entartete Kunst“ initiierte und durchführte. In diesem Zusammenhang beteiligte er sich am 5. Juli 1937 in der Hamburger Kunsthalle an einer Aktion, bei der unter anderem Werke von Emil Nolde, Oskar Kokoschka und Ernst Ludwig Kirchner beschlagnahmt wurden. Zusätzlich zu seinem Amt als Direktor des Folkwang-Museums übernahm Baudissin 1937 die Leitung des Amts für Volksbildung im Reichserziehungsministerium, von der er auf eigenen Wunsch bereits am 21. April 1938 wieder entbunden wurde. Im November 1938 wurde er vom Amt des Direktors des Folkwangmuseums beurlaubt. Hintergrund dieser Maßnahme waren Beratungen des Essener Oberbürgermeister Just Dillgardt mit dem Kuratorium des Museums und dem Museumsverein Folkwang. Sein Nachfolger als Museumsdirektor wurde sein ehemaliger Assistent Heinz Köhn. Baudissin wollte seinen Direktorsposten am Museum nicht aufgeben und führte über seine Wiedereinsetzung schwere Auseinandersetzungen mit der Stadt Essen, die jedoch erfolglos blieben.
Nach Ausbruch des Zweiten Weltkrieges war Baudissin ab 1939 bei der Waffen-SS eingesetzt und stieg dort 1943 bis zum SS-Obersturmbannführer auf. Er war daran beteiligt, in österreichischen Museen Mitarbeiter zu entfernen, die nach Hans Globkes Definition als „nicht-arisch“ galten.
Nach Kriegsende war er im Internierungslager Neuengamme inhaftiert, aus dem er 1948 entlassen wurde. Baudissin wurde entnazifiziert und führte mit der Stadt Essen von 1949 bis 1950 einen Prozess um seine Entlassung als Museumsdirektor. Durch Gerichtsurteil wurde ihm eine Pension zugesprochen, die ihm die Stadt Essen bis an sein Lebensende ausbezahlte.
Baudissin, der nach Kriegsende mit seinem Schicksal haderte, schrieb Anfang Februar 1949 an Emil Nolde, dessen Bilder während der Zeit des Nationalsozialismus noch als „Entartete Kunst“ galten:

„Ich blieb im übrigen amtsenthoben und verfemt, ein Zustand, der Ihnen nicht unbekannt ist.“

## Herkunft und Familie
Klaus von Baudissin stammte als Enkel von Adalbert Heinrich Friedrich von Baudissin von dem meißnisch-sorbischen Uradel der Oberlausitz Baudissin ab. Sein Vater war Rudolf Adolf Julius Graf von Baudissin (1855–1893) und seine Mutter Elisabeth von Kraewel (1867–1933). Georg von Baudissin sowie Wolf von Baudissin waren seine Cousins zweiten Grades.
Verheiratet war Baudissin in erster Ehe mit Elisabeth Wolff (1897–1948). Baudissin war Schwager des SS-Obergruppenführers und Generals der Waffen-SS Karl Wolff. Aus der ersten Ehe gingen sechs Kinder hervor: Nora Elisabeth Magdalena Gräfin von Baudissin (* 1917), Renate Else Dora Margarethe Gräfin von Baudissin (* 1919), Brigitte Else Tila Erika Barbara Gräfin von Baudissin (* 1921), Heilwig Friederike Eva Irmgard Gräfin von Baudissin (1923–1957), Klaus-Heinrich Karl Wolff Albert Friedrich Peter Graf von Baudissin (1928–1945), Erdmuthe Gräfin von Baudissin (* 1936).